# Loretta Jones
Loretta Jones est un personnage de fiction, interprété par Melissa Walton (en), dans le soap opera Hollyoaks, diffusé sur la chaîne de télévision britannique Channel 4.

## Interprétation

### Création du personnage
Sa première apparition remonte au 26 novembre 2008, au cours de la première saison d'Hollyoaks later, un spin-off de Hollyoaks. Elle est une amourette temporaire de Dominic Reilly (John Pickard) et ne doit exister que dans Hollyoaks later. En février 2009, le nouveau producteur de Hollyoaks, Lucy Allan, décide d'intégrer Loretta Jones et Cheryl Brady (Bronagh Waugh) à la série principale. Elle justifie ceci en disant que : « Cheryl et Loretta apporteront de l'énergie et un sens de l'amusement au spectacle. Melissa et Bronagh m'ont toutes deux impressionnée par leurs interprétations dans Hollyoaks Later et je suis sûre que les spectateurs les accueilleront rapidement et chaleureusement »,. Loretta Jones est, tout d'abord, de nouveau associée à Dom Reilly, puis, après sa séparation d'avec ce personnage, mise en rapport avec d'autres personnages de la série.
Melissa Walton a mené une étude approfondie avant d'interpréter le rôle, notamment en visitant un strip club et en prenant des cours de danse au poteau vertical. Après avoir observé les filles du club, elle effectue des exercices en sous-vêtements. Elle possède un poteau installé dans son séjour, avec lequel elle peut s'entraîner. À propos de son étude pour le personnage, Melissa Walton dit : « J'ai aimé ça. C'est vraiment un bon entraînement. C'est vraiment bon pour le tonus. Personne ne me l'a demandé, mais je l'ai fait… Je suis allée à des cours de danse au poteau vertical. J'ai fait installer un poteau dans mon séjour »,.

### Suppression du personnage
Bien que Melissa Walton ait initialement signé un contrat pour une période de trois mois, Lucy Allan décide, en 2009, de renouveler ce dernier et garde le personnage de Loretta Jones dans la série jusqu'en 2010. Au début de cette année-là, l'annonce est faite que Lucy Allan démissionne de son emploi de producteur délégué et est remplacée par Paul Marquess. Il s'avère rapidement que Marquess a décidé de « secouer » Hollyoaks, en changeant l'équipe de production et en commençant une réforme de la distribution par l'élimination de trois personnages en place. Stephanie Waring, qui joue Cindy Hutchinson, révèle alors que tous les membres restants de la distribution craignent que leurs personnages soient supprimés. En mars 2010, Marquess annonce son intention de faire disparaître onze personnages supplémentaires, y compris Loretta Jones à la fin du contrat de Melissa Walton. Loretta Jones doit partir en même temps que son amoureux actuel, Jake Dean (Kevin Sacre). 
Le 8 juin 2010, Melissa Walton joue sa dernière scène dans la série, ainsi que deux autres membres de la distribution, Sacre et Gerard McCarthy  (ce dernier interprète le rôle de Kris Fisher). Elle exprime alors sa colère de devoir quitter l'équipe, mais annonce ensuite qu'elle a l'intention de travailler à d'autres projets. Elle confirme également qu'elle est heureuse que la porte ait été laissée ouverte en vue d'un éventuel retour, disant aussi qu'elle envisage de reprendre le rôle de Loretta Jones dans le futur. Elle dit qu'elle comprend son renvoi par Marquess, car ce dernier est persuadé que Loretta Jones n'a plus d'avenir, après l'annulation de son scénario principal. Cependant, Melissa Walton pense qu'elle mérite une autre chance de prouver sa valeur.

## Le personnage

### De la danseuse à la harceleuse
Avant de travailler comme strip-teaseuse, Loretta Jones a fait un séjour volontaire dans un hôpital psychiatrique. Elle déclare ne pas vouloir être jugée selon le stéréotype de la blonde. C'est une férue d'ornithologie, qui apprécie les documentaires. Parlant de son personnage, Melissa Walton déclare : « J'aime que Loretta ne soit pas une sorte de strip-teaseuse stéréotypée ; elle a plus de profondeur que ça. Elle est, en fait, plutôt timide et réservée. Elle a de nombreux petits centres d'intérêt, comme l'observation des oiseaux et l'histoire romaine ! Et la nuit, elle sort et se transforme en strip-teaseuse. C'est comme si elle avait deux vies différentes, et je pense que beaucoup de danseuses au poteau sont ainsi, dans la vraie vie. Ce sont vraiment des filles sympathiques et normales, le jour, et, la nuit, elles deviennent ces tentatrices ». Mélissa Walton loue la description réaliste de l'emploi par le feuilleton, mentionnant que de nombreuses danseuses au poteau vont à l'université ou ont de bons emplois, mais s'adonnent au strip-tease comme source supplémentaire de revenu, et qu'elle a rencontré des gens similaires à son personnage dans le club de strip-tease où les scènes de Hollyoaks sont filmées. 
Melissa Walton espère que les spectateurs trouveront à leur goût l'alter ego strip-teaseuse de Loretta Jones et commente : « Attrayante comme on peut l'être avec un ensemble soutien-gorge et culotte rose à froufrous, avec une petite jupe qui ressemble plus à une ceinture qu'à autre chose, les cheveux peignés en arrière et de faux cils ! ». Les vêtements de strip-teaseuse de Loretta Jones sont en contraste marqué avec son aspect quotidien, lorsqu'elle est vêtue d'habits passe-partout.
Les relations de Loretta Jones avec les autres personnages de la série ont permis d'étoffer le personnage. Sa première liaison est celle avec Dom Reilly, qui partage avec elle son intérêt pour l'observation des oiseaux et les documentaires et la littérature sur la Rome antique. Cette relation permet immédiatement aux spectateurs d'avoir un aperçu du personnage. Cependant, au fur et à mesure que leurs rapports se développent, il paraît évident que Dominic Reilly ne peut s'accommoder de la profession de Loretta Jones, car il craint pour sa sécurité. Cela conduit, finalement, à leur rupture. La seconde liaison de Loretta Jones est une aventure de courte durée avec Ravi Roy (Stephen Uppal). Loretta Jones est déterminée à ne voir que ce qui est bon en lui et l'aide alors qu'il est victime d'un anévrisme cérébral. Leur liaison se termine lorsqu'il tente de l’agresser. Loretta Jones commence alors une amourette secrète avec Jake, qui a essayé de tuer son enfant et violer sa femme. Malgré cela, Loretta Jones pense qu'il a été trompé et qu'il est fondamentalement bon, ce qui montre le désir de Loretta de donner une seconde chance aux autres. Melissa Walton commente : « [Loretta] est adorable - elle voit le bien en tout le monde »,. Lorsque le magazine de programmes télévisés What's on TV met Melissa Walton au défi d'expliquer pourquoi Loretta s'intéresserait à Jake, après ses crimes, Melissa Walton répond : « Loretta est douée pour le pardon. Elle pense que Jake a changé, qu'il a appris durant sa détention et qu'il a payé sa dette à la société »,.
Lorsque Marquess décide d'éliminer le personnage de la série, il change le caractère et la personnalité de ce dernier. Loretta Jones apparaît alors comme obsédée par les hommes et dominatrice à l'endroit de Jake, manipulant et mentant pour obtenir ce qu'elle désire. Jake décide qu'il n'en veut plus, ce à propos de quoi Melissa Walton dit : « Elle n'a plus de direction. Elle est trompeuse et manipulatrice et il ne s'en est encore pas aperçu ! ». Loretta Jones est aussi présentée comme ayant des tendances hystériques,. Melissa Walton révèle, par la suite, que Loretta s'est mise à la danse au poteau vertical afin d'avoir du pouvoir sur les hommes, comme conséquence d'abus qu'elle a subis étant enfant. Elle explique la suppression du personnage par son caractère maintenant désillusionné et dangereux.

### Controverse à propos d'un infanticide
En novembre 2009, Loretta est le centre d'une controverse médiatique, lorsque divers média annoncent qu'elle va participer à un scénario révélant qu'elle a assassiné un enfant par le passé. La controverse débute lorsque le journal The Sun compare ce scénario à l'histoire réelle du meurtre de James Bulger. Celui-ci a été assassiné, à l'âge de deux ans, par deux jeunes enfants. Âgés seulement de dix ans, ces derniers n'ont été condamnés qu'à des peines légères et ensuite relâchés avec de nouvelles identités. Peu après l'article du Sun, d'autres agences de presse et magazines populaires reprennent les informations et les allégations du tabloïd. La mère de Bulger, Denise Fergus, condamne le scénario. Répondant à Click Liverpool, elle critique la décision de diffuser une intrigue qui semble rappeler l'histoire de la mort de son fils, jugeant qu'elle aurait dû être consultée préalablement. Elle déclare : « Je suis choquée et dégoûtée par ce que fait Hollyoaks. Ils ont clairement basé cette histoire sur ce qui est arrivé à James et c'est une honte qu'ils puissent le faire sans me consulter en aucune façon ». Elle menace également d'encourager un boycott du spectacle. Channel 4 publie une déclaration défendant l'intrigue et expliquant qu'elle n'a rien à voir avec une quelconque affaire de la vie réelle : « Le scénario à venir n'est basé sur aucune affaire de la vie réelle et ne va en aucune façon recréer des évènements de la vie réelle. Le scénario se concentre sur les répercussions psychologiques, sur deux personnages de l'émission, de leur responsabilité dans la mort d'une fillette de douze ans »,. Le scénario devait répondre aux questions que les spectateurs se posent sur le passé secret de Loretta. Il devait révéler que Loretta était née sous le nom de Joanna Norman, qu'elle était allée en prison pour son crime et qu'elle vivait sous une fausse identité.
S'exprimant pour le site Internet de divertissement Digital Spy au sujet de l'approfondissement du passé de son personnage, Melissa Walton fait le commentaire suivant : « Cela a pris un peu de temps et, jusqu'à présent, nous ne savions pas grand-chose sur elle. Personne au village ne sait qui elle est, ni d'où elle vient. Elle s'est juste incrustée dans le village, où elle ne connait pratiquement personne. C'est un personnage plutôt mystérieux. J'aime énormément avoir la possibilité d'explorer son passé ». Au sujet de sa réaction lors du dévoilement de l'intrigue, elle continue : « Je me suis dit : « Oh, mon Dieu ! ». J'étais choqué mais aussi aux anges, parce que c'est cela que les acteurs veulent - quelque chose de compact, dans lequel planter ses crocs. Je me sentais si privilégiée, qu'ils aient pu me faire confiance avec cette histoire. Je savais depuis un certain temps qu'ils voulaient le faire, et finalement, c'est moi qu'ils ont choisie ! »,,.
Dans le même entretien, Melissa Walton décrit le scénario : « Loretta et Chrissy étaient de très très grandes amies durant leur enfance. Elles étaient plus proches que des sœurs. Elle retrouve en quelque sorte la trace de Loretta et se présente à l'improviste après que Loretta a terminé un cours de danse. Ce que nous apprenons est que, lorsqu'elles avaient douze ans, elles ont intimidé une jeune fille et n'ont pas cessé avant qu'elles ne l'aient tuée. Elles ont insisté et insisté, et l'ont ensuite tuée. Depuis, Loretta et Chrissy ont été radicalement séparées l'une de l'autre, ainsi que de leurs familles et de leurs amis. Elles ont passé des années dans des institutions, à suivre des traitements psychiatriques et comportmentaux »,.
Kevin Sacre, dont le personnage est directement partie prenante du scénario, exprime son soutien à l'histoire, disant : « Je pense que le fait que c'est le genre de chose qui arrive dans la vie réelle a une signification qui doit être prise en compte. Ceux qui se cachent la tête dans le sable sont un peu naïfs. Et je pense que les séries sont un moyen d'expression dans lequel vous pouvez explorer les questions de la vie réelle »,.
Un certain nombre d'épisodes prévoyait de présenter Loretta Jones essayant de retrouver une vie normale, après son infanticide. Quelques jours avant la diffusion de ces épisodes, Channel 4 annonce la suppression du scénario, en partie à cause de la réaction de Denise Fergus à ce dernier. Alors que Melissa Walton avait auparavant affirmé que le scénario concernait trois filles de douze ans, Channel 4 admet les ressemblances entre l'histoire et l'affaire Bulger : « Ce scénario particulier n'était pas basé sur une quelconque affaire de la vie réelleet n'avait pas l'objectif de recréer des évènements réels. Cependant, après des entretiens avec Denise Fergus, nous avons accepté de modifier certains aspects de l'intrigue »,. Amber Hodgkiss, qui devait jouer le rôle de Chrissy, exprime sa déception concernant la décision de supprimer l'intrigue dans son entier, déclarant : « Le scénario a été complètement censuré. Je n'en suis pas heureuse. J'aimerais qu'il soit poursuivi, mais je n'ai pas le pouvoir de décision. Ce n'était pas basé sur Jamie Bulger, mais les gens l'ont présenté de cette façon. C'était un scénario plutôt ambitieux, qui pouvait toucher les gens, mais cela arrive »,. Denise Fergus exprime, elle, sa gratitude à la suppression de l'intrigue : « Je suis satisfaite qu'ils aient respecté mes désirs. J'avais clairement dit que je ne voulais pas que ces scènes soient diffusées et je suis heureuse de confirmer qu'ils ont clairement compris mes sentiments »,.
À la place de la diffusion des épisodes basés sur le scénario incriminé, une sélection de scènes de « dernière minute » est présentée. Dans celles-ci, Amber Hodgkiss incarne un nouveau personnage, Caroline, qui prend Loretta et Jake en otages.

### Départ de la série
Ayant décidé le renvoi de Melissa Walton, Marquess commence à travailler sur le scénario de départ de Loretta. Le tournage de Melissa Walton s'achève en juin 2010, pour un départ en août de la même année. Sa sortie de la série est dramatique. Melissa Walton commente celui-ci durant un entretien avec l'émission magazine Live from Studio Five : « Je suis très heureuse de partir, vous savez. Je suis très très heureuse de ce qu'on m'a accordé et j'ai vraiment aimé le faire. J'ai probablement plus apprécié les derniers mois de tournage que n'importe quoi d'autre que j'ai pu faire auparavant, pour être honnête »,. 
À l'écran, l'intrigue commence à se dénouer lorsque Loretta décide de regagner Jake. Son ancien ami Adam (Vlach Ashton) avertit Jake que Loretta l'a déjà harcelé. Cela commence à détériorer leur relation. À ce sujet, Melissa Walton indique, durant un entretien avec  What's on TV, que Jake a des soupçons concernant les motivations de Loretta. L'amour de Loretta pour Jake tourne à l'obsession. De cela, Melissa Walton dit: « Elle a définitivement décidé de ne pas le lâcher. Ce qu'il pensait être de l'amour est déjà réellement une obsession. Elle veut le contrôler totalement ». L'histoire de Loretta se dévoile progressivement à l'écran, révélant un passé d'obsession pour les hommes. Melissa Walton dit : « Vous sentez qu'Adam n'a pas été le seul ex-partenaire qu'elle a harcelé. Elle a un portable plein de numéros d'hommes ». La cause du comportement obsessionnel de Loretta gît dans son passé, et Melissa Walton explique : « Vous découvrez beaucoup plus tard, à ce sujet, que c'est parce que quelque chose lui est arrivé dans le passé. Son obsession est en train d'atteindre son plein développement […] Elle est jalouse de toute personne à qui Jake prête attention ». Elle prétend avoir une leucémie, afin de le piéger, mais il la jette parce que son fils a auparavant souffert de cette affection. Loretta refuse d'abandonner et son comportement devient de plus en plus erratique. 
Dans les épisodes finaux avant son départ, Loretta réussit à convaincre tout le monde que Jake est de nouveau malade mentalement. Elle prend en otage Nancy Hayton (en) (Jessica Fox), qui a fouiné dans sa vie avec Adam. Melissa Walton dit, à propos de l'intrigue : « Loretta est dangereuse et désillusionnée. Elle terrifie Nancy - elle tente de s'échapper, mais Loretta ne veut pas la laisser partir. Elle pousse involontairement Nancy, qui s'écrase sur une table et se cogne vilainement la tête ». Elle en révèle plus sur le passé de Loretta : « Adam confie que Loretta a été violente avec lui, fondamentalement, elle lui a fait subir les choses terribles qu'elle inflige mainetenant à Jake ». Le scénario tente de répondre à toutes les questions restées en suspens concernant son passé, et Melissa Walton révèle: « Il [Jake] tente de la persuader et, à ce moment-là, elle révèle qu'elle a été abusée sexuellement lorsqu'elle était très jeune. C'est censé être la raison pour laquelle elle s'est lancé dans le strip-tease, afin d'avoir du pouvoir sur les hommes ». Melissa Walton défend aussi les derniers actes de Loretta, expliquant qu'elle souffre de confusion et n'a pas l'intention de blesser quiconque. Dans la scène finale où apparaît Loretta, celle-ci demande volontairement son admission en hôpital psychiatrique, après que Jake l'en ait convaincue.

## Participation à la série
Loretta Jones intervient dans des scénarios où elle est victime de préjugés et où sont abordés les thèmes de l'automutilation et du harcèlement de personnages proches. 
Loretta apparaît pour la première fois cen tant que strip-teaseuse, qui travaille dans un club de danse au poteau vertical. Pendant son travail, Loretta rencontre Dom. Ils se plaisent, mais elle décide de ne pas sortir avec lui, parce qu'elle pense qu'il n'a pas encore surmonté la mort de sa femme Tina (Leah Hackett).
On ne revoit pas Loretta avant février 2009, quand Dom et elle entament une relation. Loretta s'affronte avec Mercedes Fisher (Jennifer Metcalfe), qui n'est guère heureuse de découvrir que Dom a quitté Tina. Loretta s'installe avec Cindy Cunningham (Stephanie Waring) et Darren Osborne (Ashley Taylor Dawson). Loretta ment à Dom, lui disant qu'elle a quitté son boulot, et ne lui dit pas la vérité avant que Darren ne s'en aperçoive et ne commence à la faire chanter. À ce moment-là, elle abandonne son travail pour Dom, mais trouve ensuite de nouveau un emploi comme strip-teaseuse dans un nouveau club. Dom se fait du souci pour la sécurité de Loretta durant son travail et la met en garde contre le viol, au grand amusement de celle-ci. Loreta le rassure, mais réalise à quel point c'est sérieux pour lui lorsqu'il lui révèle que l'enlèvement et la mort de Tina l'ont traumatisé au sujet des questions de sécurité. Ils mettent alors fin à leur relation.
Dans l'épisode (no 2610) diffusé le jeudi 24 juillet 2009, Loretta, ivre, apprend, dans le SU Bar, à danser à Nancy Hayton, Zoe Carpenter (Zoë Lister), Hannah Ashworth (Emma Rigby) et Sarah Barnes (Loui Batley). En évoluant sur le bar, elle glisse et tombe sur une caisse de bouteilles de bière en verre, qui se cassent et la coupent au ventre. Elle est forcée de passer quelques semaines à l'hôpital. Loretta est horrifiée de la cicatrice laissée par la coupure. Son patron la renvoie, parce que ses cicatrices l'ont rendue peu attirante, et Loretta se voit confier un travail à Tan & Tumble par Ash Roy (Junade Khan). Elle se prend de béguin pour Ravi Roy, ce qui rend jaloux son frère Ash. Lorsque Loretta surprend Ravi exerçant des violences envers sa sœur Leila (Lena Kaur), elle fait marche arrière et Ash entreprend de flirter avec elle. Il l'embrasse et Ravi les surprend et les insulte. Cela le conduit à participer à un match illégal de boxe. Alors que Ravi se moque d'Ash, ce dernier le frappe. L'anévrisme qui a été diagnostiqué à Ravi provoque son entrée en coma. Loretta explique à Kris Fisher (Gerard McCarthy) et Anita Roy (Saira Choudhry) qu'Ash essayait de l'embrasser. Ash tente de nier, mais Kris croit Loretta.
Loretta devient progressivement amie avec Nancy et Hannah. Quand l'ex-mari abusif de Nancy, Jake Dean, qui a tenté de la violer et de tuer leur fils Charlie (Joshua McConville), revient au village, Loreta console Nancy et s'installe avec elle. Cependant, elle se rapproche progressivement de Jake et, bien qu'elle hésite au début, entreprend une relation avec lui. Lorsque Jake et Loretta s'affichent en public, Nancy met cette dernière à la porte, ce qui conduit Loretta à s'installer avec Jake. Quand la sœur de Jake, Steph Cunningham (Carley Stenson), suggère que le couple va trop vite, Loretta acquiesce et en parle à Jake, qui se met en colère et lui montre pour la première fois son mauvais caractère. Le couple se réconcilie ensuite, avec l'aide de Steph. Loretta se prend d'amitié pour Holly Hutchinson (Lydia Waters), qui aspire à devenir une danseuse, comme Loretta, afin d'attirer l'attention de sa mère Cindy. Au cours de leurs relations, Loretta lui donne des conseils pour danser. Pendant ce temps, elle a à affronter les préjugés, durant sa recherche d'un nouveau travail, personne ne souhaitant l'employer, à cause de son précédent emploi de strip-teaseuse. Cela la conduit à mentir durant un entretien, mais ses interlocuteurs découvrent la nature son précédent travail et lui font des remarques désobligeantes.
Holly s'enfuit de chez elle, ce qui provoque la mise en place d'une enquêt policière à grande échelle pour la retrouver. Beaucoup d'habitants du village soupçonnent l'ami de Loretta, Jake, d'être son ravisseur, sans savoir qu'elle est saine et sauve et se cache dans l'appartment de Darren.  Commençant à douter de son innocence, Loretta quitte Jake, mais se réconcilie ensuite avec lui. Lorsque Jake découvre Holly, il la poursuit et elle tombe. Le coup qu'elle reçoit à la tête la plonge dans le coma. La police soupçonne tout d'abord Jake d'en être responsable, mais le relâche ensuite. Loretta recommence à douter de lui. Bouleversé, Jake se réfugie chez sa vieille amie Caroline (Amber Hodgkiss). Après avoir couché avec lui, Caroline le drogue, l'attache et tente de le tuer. Elle le retient ensuite en otage quelques jours. Elle est en colère d'apprendre qu'il sort avec Loretta et elle essaie de tuer Holly, mais Loretta est présente au chevet de cette dernière. Caroline tente d'agresser Loretta avec une aiguille médicale, mais Jake sauve Loretta et, durant le pugilat, Caroline est poignardée avec l'aiguille. Après cette épreuve, Loretta disparaît, pour tenter d'accepter le fait que, à son grand dam, Jake l'a trompée. Elle finit par revenir, mais, durant son éloignement, elle a eu une aventure avec un agent immobilier du nom d'Adam. Tout d'abord, Jake pense qu'elle cherche un logement, mais lorsqu'il voit le couple se disputer, il réalise que les choses ne sont pas ce qu'elles semblent. Lorsqu'il interroge Loretta, elle lui dit qu'Adam la harcèle, ce qui amène Jake à s'expliquer avec Adam et à l'avertir de se tenir loin de Loretta. Cependant, Adam lui répond que Loretta contrôlait sa vie et qu'elle souhaite rester avec lui. Il explique à Jake que Loretta lui a parlé de lui, lui a dit que Jake était la plus grande erreur de sa vie et qu'elle espérait qu'Adam la reprendrait.
Peu après, elle se rend au night-club The Loft, où elle menace Charlotte Lau (Amy Yamazaki) de la tuer, si jamais elle s'approche de nouveau de Jake, ce qui permet aux spectateurs de réaliser que Loretta a changé de caractère de comportement durant son absence. Elle prétend avoir une leucémie, mais Jake découvre la vérité et met fin à leur relation. Elle convainc ensuite Steph que Jake a menti en disant qu'elle était malade, puis fait croire à Frankie et Steph que Jake perd à nouveau l'esprit. Elle envoie des messages à partir du téléphone portable de Jake et place des photos effacées de Jake et elle dans son manteau, afin que cela ait l'air vrai. Elle révèle à Steph qu'elle a été abusée sexuellement lorsqu’elle était enfant. Jake revient à Loretta pour empêcher qu'elle le fasse renvoyer en clinique psychiatrique. Nancy découvre auprès d'Adam la vérité sur Loretta, elle l'affronte et Loretta la pousse, entraînant une grave blessure. Jake sauve Nancy et cette dernière accepte de ne pas aller se plaindre à la police. Loretta révèle qu'elle ne mentait pas lorsqu'elle parlait des abus sexuels qu'elle a subi et Jake lui demande dese faire aider et lui promet de rester à ses côtés. La dernière image de Loretta est celle de son admission à l'hôpital.

## Accueil du personnage
Les médias font un accueil positif au personnage de Loretta, pour sa bonne mine et son image sexy. Selon le tabloïd britannique The Daily Star, le personnage est très populaire chez les spectateurs de Hollyoaks Later et « fait un tabac » auprès d'eux. Il ajoute également qu'elle égale d'autres personnages sexy comme Carmel Valentine (Gemma Merna) et Mercedes Fisher (Jennifer Metcalfe), avec son image de « séductrice ». Loretta est bien acceptée par les spectateurs mâles. Elle a du succès auprès des médias grâce à son image de blonde sexy et est souvent qualifiée de « bombe blonde » par certains d'entre eux, comme Digital Spy et le South Wales Evening Post. Le site Internet d'information sur le soap-opéra de Channel Five, Holy Soap, choisit comme meilleure scène de Loretta celle de son combat de nourriture avec Mercedes, lorsqu'elles s'affrontent au sujet de Dom.